# Église Saint-Vaast d'Agnières
Pour les articles homonymes, voir Église Saint-Vaast.
L'église Saint-Vaast d'Agnières est située dans la commune associée d'Agnières, sur le territoire de la commune d'Hescamps, dans le sud-ouest du département de la Somme.

## Historique
L'église d'Agnières fut édifiée dans la première moitié du XIIIe siècle. La nef et le clocher-porche ont été reconstruits aux XVIe et XVIIe siècles. La totalité de l'église est protégée au titre des monuments historiques : classement par arrêté du 15 septembre 1995.

## Caractéristiques
La nef est construite en pierre avec appareillage en damiers, pierre calcaire, silex et briques; elle est voûtée de bois. Le porche possède un décor flamboyant. Mais le trésor de cette petite église de campagne sont les vitraux du XIIIe siècle situés dans le chœur à abside pentagonale : trois lancettes représentent des scènes de la Genèse, l'enfance du Christ, et l'Arbre de Jessé. Les vitraux de la baie axiale représentent l'histoire d'Adam et Ève, d'Abel et Caïn, de l'Arche de Noé ainsi que l'effigie de saint Vaast. L'église conserve une statue en bois de sainte Barbe du XVIe siècle.

## Photos

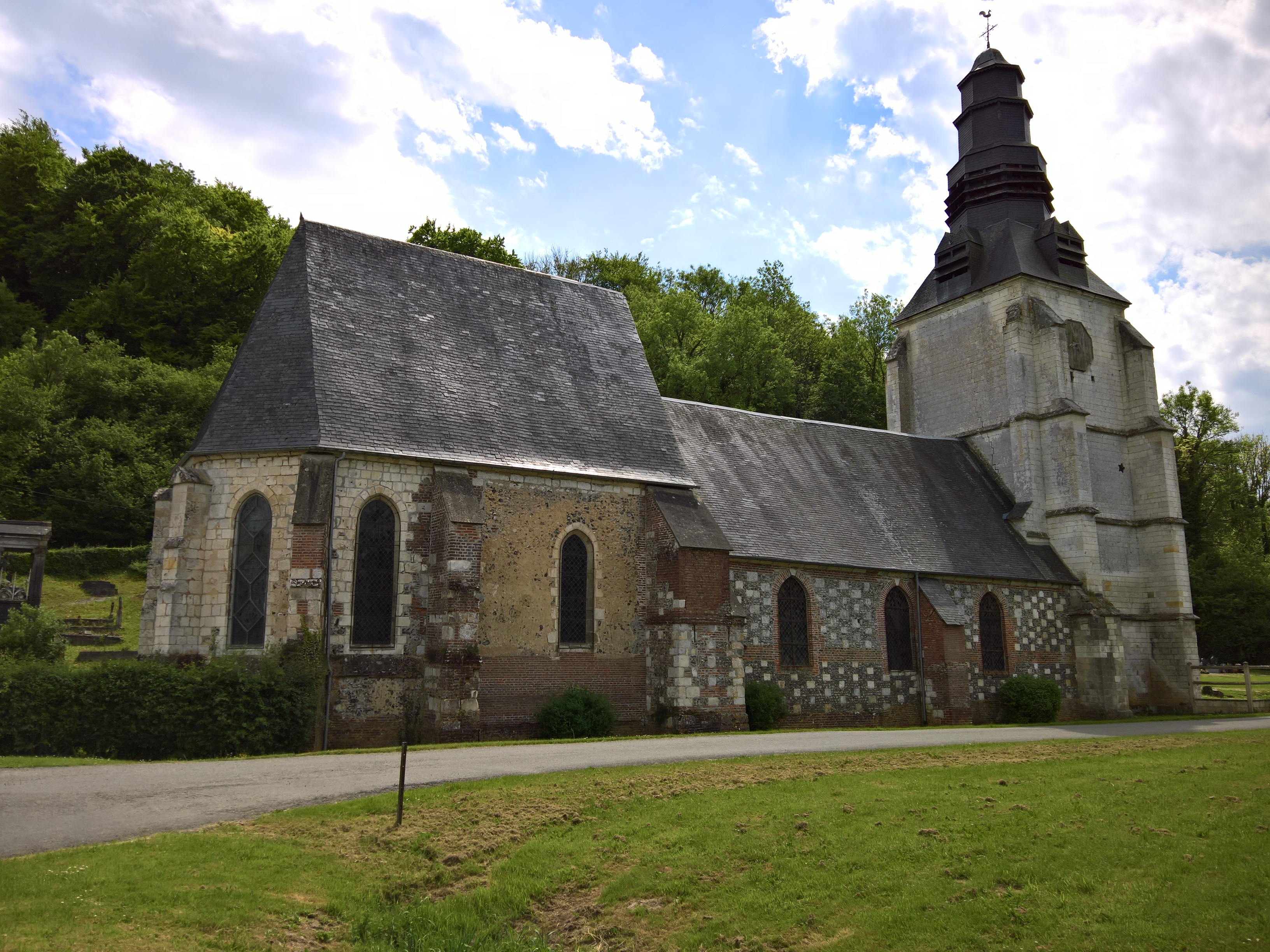
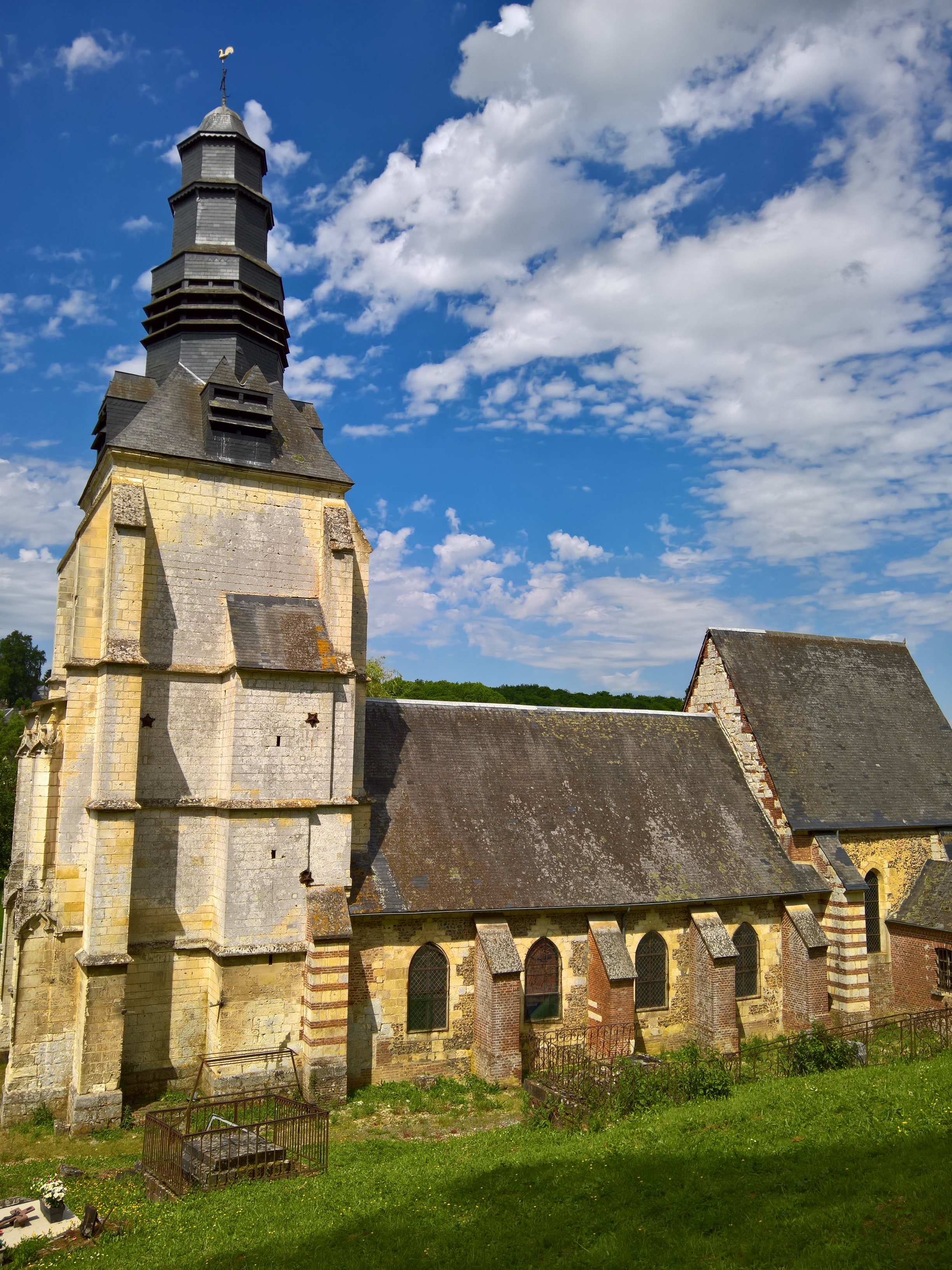